# Coppa Davis 2019 Gruppo Mondiale
Le finali della Coppa Davis 2019 (Davis Cup Finals in inglese) sono state il più alto livello della Coppa Davis 2019. Si sono disputate su campi di cemento indoor della Caja Mágica di Madrid, in Spagna, dal 18 al 24 novembre 2019.
Alle finali hanno preso parte diciotto nazioni: le quattro semifinaliste della precedente edizione, due wild-card e le dodici vincitrici del turno di qualificazione.

## Squadre partecipanti
- Argentina (WC)
- Australia
- Belgio
- Canada
- Cile
- Colombia

- Croazia
- Francia
- Germania
- Giappone
- Gran Bretagna (WC)
- Italia

- Kazakistan
- Paesi Bassi
- Russia
- Serbia
- Spagna
- Stati Uniti

Teste di serie:

Le teste di serie si basano sul ranking della Coppa Davis del 4 febbraio. Le prime sei nazioni, vengono sorteggiate ed inserite nella posizione 1 di ciascun gruppo; dalla sette alla dodici, vengono invece inserite nella posizione 2 di ciascun gruppo; le restanti teste di serie, dalla tredici alla diciotto, vengono inserite nella posizione 3.
1. Francia
2. Croazia
3. Argentina
4. Belgio
5. Gran Bretagna
6. Stati Uniti

1. Spagna
2. Serbia
3. Australia
4. Italia
5. Germania
6. Kazakistan

1. Canada
2. Giappone
3. Colombia
4. Paesi Bassi
5. Russia
6. Cile

## Formato
Le diciotto squadre, vengono divise in sei gruppi da tre componenti. Le vincenti di ciascun gruppo, più le due migliori seconde, accedono ai quarti di finale.
| Giorno                          | Turno            | Numero di squadre                                       |
| ------------------------------- | ---------------- | ------------------------------------------------------- |
| 18-21 novembre (Lunedì-Giovedì) | Round Robin      | 18 (6 gruppi da 3 squadre)                              |
| 22 novembre (Venerdì)           | Quarti di finale | 8 (Vincenti dei 6 gruppi + 2 migliori seconde)          |
| 23 novembre (Sabato)            | Semifinali       | 4 (automaticamente qualificate per la fase finale 2020) |
| 24 novembre (Domenica)          | Finale           | 2                                                       |

## Fase a gironi

### Gruppo A
| Pos. | Nazione  | Punti | Match V–P | Set V–P    | Game V–P    |
| ---- | -------- | ----- | --------- | ---------- | ----------- |
| 1    | Serbia   | 5     | 5–1       | 10–2 (83%) | 72–50 (59%) |
| 2    | Francia  | 3     | 3–3       | 6–7 (46%)  | 67–66 (50%) |
| 3    | Giappone | 1     | 1–5       | 3–10 (23%) | 53–76 (41%) |

#### Francia vs. Giappone
| Francia 2 | Estadio Arantxa Sánchez Vicario, Caja Mágica, Madrid, Spagna 19 novembre 2019 Cemento (indoor) | Estadio Arantxa Sánchez Vicario, Caja Mágica, Madrid, Spagna 19 novembre 2019 Cemento (indoor) | Giappone 1 |     |     |  |
| \| \| \| \| 1 \| 2 \| 3 \| \| \| - \| \| ----------------------------------------------------------------------- \| ---- \| --- \| --- \| \| \| 1 \| \| Jo-Wilfried Tsonga Yasutaka Uchiyama \| 6 2 \| 6 1 \| \| \| \| 2 \| \| Gaël Monfils Yoshihito Nishioka \| 5 7 \| 2 6 \| \| \| \| 3 \| \| Pierre-Hugues Herbert / Nicolas Mahut Ben McLachlan / Yasutaka Uchiyama \| 64 7 \| 6 4 \| 7 5 \| \| |                                                                                                |                                                                                                |            |     |     |  |
| |                                                                                                |                                                                                                | 1          | 2   | 3   |  |
| 1 | Francia (bandiera) · Giappone (bandiera)                                                       | Jo-Wilfried Tsonga Yasutaka Uchiyama                                                           | 6 2        | 6 1 |     |  |
| 2 | Francia (bandiera) · Giappone (bandiera)                                                       | Gaël Monfils Yoshihito Nishioka                                                                | 5 7        | 2 6 |     |  |
| 3 | Francia (bandiera) · Giappone (bandiera)                                                       | Pierre-Hugues Herbert / Nicolas Mahut Ben McLachlan / Yasutaka Uchiyama                        | 64 7       | 6 4 | 7 5 |  |

#### Serbia vs. Giappone
| Serbia 3 | Estadio Manolo Santana, Caja Mágica, Madrid, Spagna 20 novembre 2019 Cemento (indoor) | Estadio Manolo Santana, Caja Mágica, Madrid, Spagna 20 novembre 2019 Cemento (indoor) | Giappone 0 |      |   |  |
| \| \| \| \| 1 \| 2 \| 3 \| \| \| - \| \| ------------------------------------------------------------------- \| ---- \| ---- \| - \| \| \| 1 \| \| Filip Krajinović Yūichi Sugita \| 6 2 \| 6 4 \| \| \| \| 2 \| \| Novak Djokovic Yoshihito Nishioka \| 6 1 \| 6 2 \| \| \| \| 3 \| \| Janko Tipsarević / Viktor Troicki Ben McLachlan / Yasutaka Uchiyama \| 7 65 \| 7 64 \| \| \| |                                                                                       |                                                                                       |            |      |   |  |
| |                                                                                       |                                                                                       | 1          | 2    | 3 |  |
| 1 | Serbia (bandiera) · Giappone (bandiera)                                               | Filip Krajinović Yūichi Sugita                                                        | 6 2        | 6 4  |   |  |
| 2 | Serbia (bandiera) · Giappone (bandiera)                                               | Novak Djokovic Yoshihito Nishioka                                                     | 6 1        | 6 2  |   |  |
| 3 | Serbia (bandiera) · Giappone (bandiera)                                               | Janko Tipsarević / Viktor Troicki Ben McLachlan / Yasutaka Uchiyama                   | 7 65       | 7 64 |   |  |

#### Francia vs. Serbia
| Francia 1 | Estadio Manolo Santana, Caja Mágica, Madrid, Spagna 21 novembre 2019 Cemento (indoor) | Estadio Manolo Santana, Caja Mágica, Madrid, Spagna 21 novembre 2019 Cemento (indoor) | Serbia 2 |      |   |  |
| \| \| \| \| 1 \| 2 \| 3 \| \| \| - \| \| ----------------------------------------------------------------------- \| --- \| ---- \| - \| \| \| 1 \| \| Jo-Wilfried Tsonga Filip Krajinović \| 5 7 \| 65 7 \| \| \| \| 2 \| \| Benoît Paire Novak Djokovic \| 3 6 \| 3 6 \| \| \| \| 3 \| \| Pierre-Hugues Herbert / Nicolas Mahut Janko Tipsarević / Viktor Troicki \| 6 4 \| 6 4 \| \| \| |                                                                                       |                                                                                       |          |      |   |  |
| |                                                                                       |                                                                                       | 1        | 2    | 3 |  |
| 1 | Francia (bandiera) · Serbia (bandiera)                                                | Jo-Wilfried Tsonga Filip Krajinović                                                   | 5 7      | 65 7 |   |  |
| 2 | Francia (bandiera) · Serbia (bandiera)                                                | Benoît Paire Novak Djokovic                                                           | 3 6      | 3 6  |   |  |
| 3 | Francia (bandiera) · Serbia (bandiera)                                                | Pierre-Hugues Herbert / Nicolas Mahut Janko Tipsarević / Viktor Troicki               | 6 4      | 6 4  |   |  |

### Gruppo B
| Pos. | Nazione | Punti | Match V–P | Set V–P    | Game V–P    |
| ---- | ------- | ----- | --------- | ---------- | ----------- |
| 1    | Spagna  | 5     | 5–1       | 11–2 (85%) | 77–53 (59%) |
| 2    | Russia  | 4     | 4–2       | 8–6 (57%)  | 78–72 (52%) |
| 3    | Croazia | 0     | 0–6       | 1–12 (8%)  | 49–79 (38%) |

#### Croazia vs. Russia
| Croazia 0 | Estadio Manolo Santana, Caja Mágica, Madrid, Spagna 18 novembre 2019 Cemento (indoor) | Estadio Manolo Santana, Caja Mágica, Madrid, Spagna 18 novembre 2019 Cemento (indoor) | Russia 3 |     |     |  |
| \| \| \| \| 1 \| 2 \| 3 \| \| \| - \| \| ---------------------------------------------------------- \| ---- \| --- \| --- \| \| \| 1 \| \| Borna Gojo Andrey Rublev \| 3 6 \| 3 6 \| \| \| \| 2 \| \| Borna Ćorić Karen Khachanov \| 7 64 \| 4 6 \| 4 6 \| \| \| 3 \| \| Ivan Dodig / Nikola Mektić Karen Khachanov / Andrey Rublev \| 63 7 \| 4 6 \| \| \| |                                                                                       |                                                                                       |          |     |     |  |
| |                                                                                       |                                                                                       | 1        | 2   | 3   |  |
| 1 | Croazia (bandiera) · Russia (bandiera)                                                | Borna Gojo Andrey Rublev                                                              | 3 6      | 3 6 |     |  |
| 2 | Croazia (bandiera) · Russia (bandiera)                                                | Borna Ćorić Karen Khachanov                                                           | 7 64     | 4 6 | 4 6 |  |
| 3 | Croazia (bandiera) · Russia (bandiera)                                                | Ivan Dodig / Nikola Mektić Karen Khachanov / Andrey Rublev                            | 63 7     | 4 6 |     |  |

#### Spagna vs. Russia
| Spagna 2 | Estadio Manolo Santana, Caja Mágica, Madrid, Spagna 19 novembre 2019 Cemento (indoor) | Estadio Manolo Santana, Caja Mágica, Madrid, Spagna 19 novembre 2019 Cemento (indoor) | Russia 1 |      |     |  |
| \| \| \| \| 1 \| 2 \| 3 \| \| \| - \| \| ------------------------------------------------------------------- \| --- \| ---- \| --- \| \| \| 1 \| \| Roberto Bautista Agut Andrey Rublev \| 6 3 \| 3 6 \| 6 7 \| \| \| 2 \| \| Rafael Nadal Karen Khachanov \| 6 3 \| 7 67 \| \| \| \| 3 \| \| Marcel Granollers / Feliciano López Karen Khachanov / Andrey Rublev \| 6 4 \| 7 65 \| \| \| |                                                                                       |                                                                                       |          |      |     |  |
| |                                                                                       |                                                                                       | 1        | 2    | 3   |  |
| 1 | Spagna (bandiera) · Russia (bandiera)                                                 | Roberto Bautista Agut Andrey Rublev                                                   | 6 3      | 3 6  | 6 7 |  |
| 2 | Spagna (bandiera) · Russia (bandiera)                                                 | Rafael Nadal Karen Khachanov                                                          | 6 3      | 7 67 |     |  |
| 3 | Spagna (bandiera) · Russia (bandiera)                                                 | Marcel Granollers / Feliciano López Karen Khachanov / Andrey Rublev                   | 6 4      | 7 65 |     |  |

#### Croazia vs. Spagna
| Croazia 0 | Estadio Manolo Santana, Caja Mágica, Madrid, Spagna 20 novembre 2019 Cemento (indoor) | Estadio Manolo Santana, Caja Mágica, Madrid, Spagna 20 novembre 2019 Cemento (indoor) | Spagna 3 |     |   |  |
| \| \| \| \| 1 \| 2 \| 3 \| \| \| - \| \| -------------------------------------------------------- \| --- \| --- \| - \| \| \| 1 \| \| Nikola Mektić Roberto Bautista Agut \| 1 6 \| 3 6 \| \| \| \| 2 \| \| Borna Gojo Rafael Nadal \| 4 6 \| 3 6 \| \| \| \| 3 \| \| Ivan Dodig / Mate Pavić Marcel Granollers / Rafael Nadal \| 3 6 \| 4 6 \| \| \| |                                                                                       |                                                                                       |          |     |   |  |
| |                                                                                       |                                                                                       | 1        | 2   | 3 |  |
| 1 | Croazia (bandiera) · Spagna (bandiera)                                                | Nikola Mektić Roberto Bautista Agut                                                   | 1 6      | 3 6 |   |  |
| 2 | Croazia (bandiera) · Spagna (bandiera)                                                | Borna Gojo Rafael Nadal                                                               | 4 6      | 3 6 |   |  |
| 3 | Croazia (bandiera) · Spagna (bandiera)                                                | Ivan Dodig / Mate Pavić Marcel Granollers / Rafael Nadal                              | 3 6      | 4 6 |   |  |

### Gruppo C
| Pos. | Nazione   | Punti | Match V–P | Set V–P    | Game V–P    |
| ---- | --------- | ----- | --------- | ---------- | ----------- |
| 1    | Germania  | 5     | 5–1       | 11–4 (73%) | 90–77 (54%) |
| 2    | Argentina | 3     | 3–3       | 8–6 (57%)  | 78–65 (55%) |
| 3    | Cile      | 1     | 1–5       | 2–11 (15%) | 55–81 (40%) |

#### Argentina vs. Cile
| Argentina 3 | Estadio Manolo Santana, Caja Mágica, Madrid, Spagna 19 novembre 2019 Cemento (indoor) | Estadio Manolo Santana, Caja Mágica, Madrid, Spagna 19 novembre 2019 Cemento (indoor) | Cile 0 |     |   |  |
| \| \| \| \| 1 \| 2 \| 3 \| \| \| - \| \| ------------------------------------------------------------------------ \| --- \| --- \| - \| \| \| 1 \| \| Guido Pella Nicolás Jarry \| 6 4 \| 6 3 \| \| \| \| 2 \| \| Diego Schwartzman Cristian Garín \| 6 2 \| 6 2 \| \| \| \| 3 \| \| Máximo González / Leonardo Mayer Nicolás Jarry / Hans Podlipnik-Castillo \| 6 3 \| 7 5 \| \| \| |                                                                                       |                                                                                       |        |     |   |  |
| |                                                                                       |                                                                                       | 1      | 2   | 3 |  |
| 1 | Argentina (bandiera) · Cile (bandiera)                                                | Guido Pella Nicolás Jarry                                                             | 6 4    | 6 3 |   |  |
| 2 | Argentina (bandiera) · Cile (bandiera)                                                | Diego Schwartzman Cristian Garín                                                      | 6 2    | 6 2 |   |  |
| 3 | Argentina (bandiera) · Cile (bandiera)                                                | Máximo González / Leonardo Mayer Nicolás Jarry / Hans Podlipnik-Castillo              | 6 3    | 7 5 |   |  |

#### Argentina vs. Germania
| Argentina 0 | Estadio Arantxa Sánchez Vicario, Caja Mágica, Madrid, Spagna 20 novembre 2019 Cemento (indoor) | Estadio Arantxa Sánchez Vicario, Caja Mágica, Madrid, Spagna 20 novembre 2019 Cemento (indoor) | Germania 3 |      |       |  |
| \| \| \| \| 1 \| 2 \| 3 \| \| \| - \| \| -------------------------------------------------------------- \| ---- \| ---- \| ----- \| \| \| 1 \| \| Guido Pella Philipp Kohlschreiber \| 6 1 \| 3 6 \| 4 6 \| \| \| 2 \| \| Diego Schwartzman Jan-Lennard Struff \| 3 6 \| 68 7 \| \| \| \| 3 \| \| Máximo González / Leonardo Mayer Kevin Krawietz / Andreas Mies \| 7 64 \| 62 7 \| 618 7 \| \| |                                                                                                |                                                                                                |            |      |       |  |
| |                                                                                                |                                                                                                | 1          | 2    | 3     |  |
| 1 | Argentina (bandiera) · Germania (bandiera)                                                     | Guido Pella Philipp Kohlschreiber                                                              | 6 1        | 3 6  | 4 6   |  |
| 2 | Argentina (bandiera) · Germania (bandiera)                                                     | Diego Schwartzman Jan-Lennard Struff                                                           | 3 6        | 68 7 |       |  |
| 3 | Argentina (bandiera) · Germania (bandiera)                                                     | Máximo González / Leonardo Mayer Kevin Krawietz / Andreas Mies                                 | 7 64       | 62 7 | 618 7 |  |

#### Germania vs. Cile
| Germania 2 | Estadio Arantxa Sánchez Vicario, Caja Mágica, Madrid, Spagna 21 novembre 2019 Cemento (indoor) | Estadio Arantxa Sánchez Vicario, Caja Mágica, Madrid, Spagna 21 novembre 2019 Cemento (indoor) | Cile 1 |      |      |  |
| \| \| \| \| 1 \| 2 \| 3 \| \| \| - \| \| --------------------------------------------------------------------------- \| ---- \| ---- \| ---- \| \| \| 1 \| \| Philipp Kohlschreiber Nicolás Jarry \| 6 4 \| 6 3 \| \| \| \| 2 \| \| Jan-Lennard Struff Cristian Garín \| 7 63 \| 67 7 \| 68 7 \| \| \| 3 \| \| Kevin Krawietz / Andreas Mies Marcelo Tomás Barrios Vera / Alejandro Tabilo \| 7 63 \| 6 3 \| \| \| |                                                                                                |                                                                                                |        |      |      |  |
| |                                                                                                |                                                                                                | 1      | 2    | 3    |  |
| 1 | Germania (bandiera) · Cile (bandiera)                                                          | Philipp Kohlschreiber Nicolás Jarry                                                            | 6 4    | 6 3  |      |  |
| 2 | Germania (bandiera) · Cile (bandiera)                                                          | Jan-Lennard Struff Cristian Garín                                                              | 7 63   | 67 7 | 68 7 |  |
| 3 | Germania (bandiera) · Cile (bandiera)                                                          | Kevin Krawietz / Andreas Mies Marcelo Tomás Barrios Vera / Alejandro Tabilo                    | 7 63   | 6 3  |      |  |

### Gruppo D
| Pos. | Nazione   | Punti | Match V–P | Set V–P    | Game V–P    |
| ---- | --------- | ----- | --------- | ---------- | ----------- |
| 1    | Australia | 5     | 5–1       | 10–3 (77%) | 66–56 (54%) |
| 2    | Belgio    | 3     | 3–3       | 7–7 (50%)  | 70–62 (53%) |
| 3    | Colombia  | 1     | 1–5       | 4–11 (27%) | 66–84 (44%) |

#### Belgio vs. Colombia
| Belgio 2 | Estadio 3, Caja Mágica, Madrid, Spagna 18 novembre 2019 Cemento (indoor) | Estadio 3, Caja Mágica, Madrid, Spagna 18 novembre 2019 Cemento (indoor) | Colombia 1 |     |      |  |
| \| \| \| \| 1 \| 2 \| 3 \| \| \| - \| \| ---------------------------------------------------------------- \| ---- \| --- \| ---- \| \| \| 1 \| \| Steve Darcis Santiago Giraldo \| 6 3 \| 6 2 \| \| \| \| 2 \| \| David Goffin Daniel Elahi Galán \| 3 6 \| 6 3 \| 6 3 \| \| \| 3 \| \| Sander Gillé / Joran Vliegen Juan Sebastián Cabal / Robert Farah \| 7 65 \| 4 6 \| 63 7 \| \| |                                                                          |                                                                          |            |     |      |  |
| |                                                                          |                                                                          | 1          | 2   | 3    |  |
| 1 | Belgio (bandiera) · Colombia (bandiera)                                  | Steve Darcis Santiago Giraldo                                            | 6 3        | 6 2 |      |  |
| 2 | Belgio (bandiera) · Colombia (bandiera)                                  | David Goffin Daniel Elahi Galán                                          | 3 6        | 6 3 | 6 3  |  |
| 3 | Belgio (bandiera) · Colombia (bandiera)                                  | Sander Gillé / Joran Vliegen Juan Sebastián Cabal / Robert Farah         | 7 65       | 4 6 | 63 7 |  |

#### Australia vs. Colombia
| Australia 3 | Estadio 3, Caja Mágica, Madrid, Spagna 19 novembre 2019 Cemento (indoor) | Estadio 3, Caja Mágica, Madrid, Spagna 19 novembre 2019 Cemento (indoor) | Colombia 0 |     |     |  |
| \| \| \| \| 1 \| 2 \| 3 \| \| \| - \| \| ---------------------------------------------------------------- \| --- \| --- \| --- \| \| \| 1 \| \| Nick Kyrgios Alejandro González \| 6 4 \| 6 4 \| \| \| \| 2 \| \| Alex de Minaur Daniel Elahi Galán \| 6 4 \| 6 3 \| \| \| \| 3 \| \| John Peers / Jordan Thompson Juan Sebastián Cabal / Robert Farah \| 6 3 \| 3 6 \| 7 6 \| \| |                                                                          |                                                                          |            |     |     |  |
| |                                                                          |                                                                          | 1          | 2   | 3   |  |
| 1 | Australia (bandiera) · Colombia (bandiera)                               | Nick Kyrgios Alejandro González                                          | 6 4        | 6 4 |     |  |
| 2 | Australia (bandiera) · Colombia (bandiera)                               | Alex de Minaur Daniel Elahi Galán                                        | 6 4        | 6 3 |     |  |
| 3 | Australia (bandiera) · Colombia (bandiera)                               | John Peers / Jordan Thompson Juan Sebastián Cabal / Robert Farah         | 6 3        | 3 6 | 7 6 |  |

#### Belgio vs. Australia
| Belgio 1 | Estadio 3, Caja Mágica, Madrid, Spagna 20 novembre 2019 Cemento (indoor) | Estadio 3, Caja Mágica, Madrid, Spagna 20 novembre 2019 Cemento (indoor) | Australia 2 |      |   |        |
| \| \| \| \| 1 \| 2 \| 3 \| \| \| - \| \| --------------------------------------------------------- \| --- \| ---- \| - \| ------ \| \| 1 \| \| Steve Darcis Nick Kyrgios \| 2 6 \| 69 7 \| \| \| \| 2 \| \| David Goffin Alex de Minaur \| 0 6 \| 64 7 \| \| \| \| 3 \| \| Sander Gillé / Joran Vliegen John Peers / Jordan Thompson \| 0 1 \| \| \| ritiro \| |                                                                          |                                                                          |             |      |   |        |
| |                                                                          |                                                                          | 1           | 2    | 3 |        |
| 1 | Belgio (bandiera) · Australia (bandiera)                                 | Steve Darcis Nick Kyrgios                                                | 2 6         | 69 7 |   |        |
| 2 | Belgio (bandiera) · Australia (bandiera)                                 | David Goffin Alex de Minaur                                              | 0 6         | 64 7 |   |        |
| 3 | Belgio (bandiera) · Australia (bandiera)                                 | Sander Gillé / Joran Vliegen John Peers / Jordan Thompson                | 0 1         |      |   | ritiro |

Nota: La vittoria per ritiro di Gillé/Vliegen conta come una vittoria per 6–0, 6–0.

### Gruppo E
| Pos. | Nazione       | Punti | Match V–P | Set V–P    | Game V–P    |
| ---- | ------------- | ----- | --------- | ---------- | ----------- |
| 1    | Gran Bretagna | 4     | 4–2       | 10–5 (67%) | 84–71 (54%) |
| 2    | Kazakistan    | 3     | 3–3       | 7–7 (50%)  | 70–67 (51%) |
| 3    | Paesi Bassi   | 2     | 2–4       | 5–10 (33%) | 74–90 (45%) |

#### Kazakistan vs. Paesi Bassi
| Kazakistan 2 | Estadio 3, Caja Mágica, Madrid, Spagna 19 novembre 2019 Cemento (indoor) | Estadio 3, Caja Mágica, Madrid, Spagna 19 novembre 2019 Cemento (indoor) | Paesi Bassi 1 |      |      |  |
| \| \| \| \| 1 \| 2 \| 3 \| \| \| - \| \| ------------------------------------------------------------------------ \| --- \| ---- \| ---- \| \| \| 1 \| \| Mikhail Kukushkin Botic van de Zandschulp \| 6 2 \| 6 2 \| \| \| \| 2 \| \| Aleksandr Bublik Robin Haase \| 5 7 \| 6 3 \| 65 7 \| \| \| 3 \| \| Andrey Golubev / Aleksandr Nedovjesov Wesley Koolhof / Jean-Julien Rojer \| 6 4 \| 7 62 \| \| \| |                                                                          |                                                                          |               |      |      |  |
| |                                                                          |                                                                          | 1             | 2    | 3    |  |
| 1 | Kazakistan (bandiera) · Paesi Bassi (bandiera)                           | Mikhail Kukushkin Botic van de Zandschulp                                | 6 2           | 6 2  |      |  |
| 2 | Kazakistan (bandiera) · Paesi Bassi (bandiera)                           | Aleksandr Bublik Robin Haase                                             | 5 7           | 6 3  | 65 7 |  |
| 3 | Kazakistan (bandiera) · Paesi Bassi (bandiera)                           | Andrey Golubev / Aleksandr Nedovjesov Wesley Koolhof / Jean-Julien Rojer | 6 4           | 7 62 |      |  |

#### Gran Bretagna vs. Paesi Bassi
| Gran Bretagna 2 | Estadio 3, Caja Mágica, Madrid, Spagna 20 novembre 2019 Cemento (indoor) | Estadio 3, Caja Mágica, Madrid, Spagna 20 novembre 2019 Cemento (indoor) | Paesi Bassi 1 |      |      |  |
| \| \| \| \| 1 \| 2 \| 3 \| \| \| - \| \| -------------------------------------------------------------- \| ---- \| ---- \| ---- \| \| \| 1 \| \| Andy Murray Tallon Griekspoor \| 67 7 \| 6 4 \| 7 65 \| \| \| 2 \| \| Daniel Evans Robin Haase \| 6 3 \| 65 7 \| 4 6 \| \| \| 3 \| \| Jamie Murray / Neal Skupski Wesley Koolhof / Jean-Julien Rojer \| 6 4 \| 7 6 \| \| \| |                                                                          |                                                                          |               |      |      |  |
| |                                                                          |                                                                          | 1             | 2    | 3    |  |
| 1 | Gran Bretagna (bandiera) · Paesi Bassi (bandiera)                        | Andy Murray Tallon Griekspoor                                            | 67 7          | 6 4  | 7 65 |  |
| 2 | Gran Bretagna (bandiera) · Paesi Bassi (bandiera)                        | Daniel Evans Robin Haase                                                 | 6 3           | 65 7 | 4 6  |  |
| 3 | Gran Bretagna (bandiera) · Paesi Bassi (bandiera)                        | Jamie Murray / Neal Skupski Wesley Koolhof / Jean-Julien Rojer           | 6 4           | 7 6  |      |  |

#### Gran Bretagna vs. Kazakhstan
| Gran Bretagna 2 | Estadio 3, Caja Mágica, Madrid, Spagna 21 novembre 2019 Cemento (indoor) | Estadio 3, Caja Mágica, Madrid, Spagna 21 novembre 2019 Cemento (indoor) | Kazakistan 1 |     |     |  |
| \| \| \| \| 1 \| 2 \| 3 \| \| \| - \| \| ---------------------------------------------------------------- \| --- \| --- \| --- \| \| \| 1 \| \| Kyle Edmund Mikhail Kukushkin \| 6 3 \| 6 3 \| \| \| \| 2 \| \| Daniel Evans Aleksandr Bublik \| 7 5 \| 4 6 \| 1 6 \| \| \| 3 \| \| Jamie Murray / Neal Skupski Aleksandr Bublik / Mikhail Kukushkin \| 6 1 \| 6 4 \| \| \| |                                                                          |                                                                          |              |     |     |  |
| |                                                                          |                                                                          | 1            | 2   | 3   |  |
| 1 | Gran Bretagna (bandiera) · Kazakistan (bandiera)                         | Kyle Edmund Mikhail Kukushkin                                            | 6 3          | 6 3 |     |  |
| 2 | Gran Bretagna (bandiera) · Kazakistan (bandiera)                         | Daniel Evans Aleksandr Bublik                                            | 7 5          | 4 6 | 1 6 |  |
| 3 | Gran Bretagna (bandiera) · Kazakistan (bandiera)                         | Jamie Murray / Neal Skupski Aleksandr Bublik / Mikhail Kukushkin         | 6 1          | 6 4 |     |  |

### Gruppo F
| Pos. | Nazione     | Punti | Match V–P | Set V–P    | Game V–P    |
| ---- | ----------- | ----- | --------- | ---------- | ----------- |
| 1    | Canada      | 4     | 4–2       | 9–5 (64%)  | 72–78 (48%) |
| 2    | Stati Uniti | 3     | 3–3       | 7–8 (47%)  | 84–76 (53%) |
| 3    | Italia      | 2     | 2–4       | 7–10 (41%) | 95–96 (50%) |

#### Italia vs. Canada
| Italia 1 | Estadio Arantxa Sánchez Vicario, Caja Mágica, Madrid, Spagna 18 novembre 2019 Cemento (indoor) | Estadio Arantxa Sánchez Vicario, Caja Mágica, Madrid, Spagna 18 novembre 2019 Cemento (indoor) | Canada 2 |      |      |  |
| \| \| \| \| 1 \| 2 \| 3 \| \| \| - \| \| ------------------------------------------------------------------- \| ---- \| ---- \| ---- \| \| \| 1 \| \| Fabio Fognini Vasek Pospisil \| 65 7 \| 5 7 \| \| \| \| 2 \| \| Matteo Berrettini Denis Shapovalov \| 65 7 \| 7 63 \| 65 7 \| \| \| 3 \| \| Matteo Berrettini / Fabio Fognini Vasek Pospisil / Denis Shapovalov \| 6 2 \| 3 6 \| 6 3 \| \| |                                                                                                |                                                                                                |          |      |      |  |
| |                                                                                                |                                                                                                | 1        | 2    | 3    |  |
| 1 | Italia (bandiera) · Canada (bandiera)                                                          | Fabio Fognini Vasek Pospisil                                                                   | 65 7     | 5 7  |      |  |
| 2 | Italia (bandiera) · Canada (bandiera)                                                          | Matteo Berrettini Denis Shapovalov                                                             | 65 7     | 7 63 | 65 7 |  |
| 3 | Italia (bandiera) · Canada (bandiera)                                                          | Matteo Berrettini / Fabio Fognini Vasek Pospisil / Denis Shapovalov                            | 6 2      | 3 6  | 6 3  |  |

#### Stati Uniti vs. Canada
| Stati Uniti 1 | Estadio Arantxa Sánchez Vicario, Caja Mágica, Madrid, Spagna 19 novembre 2019 Cemento (indoor) | Estadio Arantxa Sánchez Vicario, Caja Mágica, Madrid, Spagna 19 novembre 2019 Cemento (indoor) | Canada 2 |      |   |     |
| \| \| \| \| 1 \| 2 \| 3 \| \| \| - \| \| --------------------------------------------------------- \| ---- \| ---- \| - \| --- \| \| 1 \| \| Reilly Opelka Vasek Pospisil \| 65 7 \| 67 7 \| \| \| \| 2 \| \| Taylor Fritz Denis Shapovalov \| 6 7 \| 3 6 \| \| \| \| 3 \| \| Sam Querrey / Jack Sock Vasek Pospisil / Denis Shapovalov \| \| \| \| w/o \| |                                                                                                |                                                                                                |          |      |   |     |
| |                                                                                                |                                                                                                | 1        | 2    | 3 |     |
| 1 | Stati Uniti (bandiera) · Canada (bandiera)                                                     | Reilly Opelka Vasek Pospisil                                                                   | 65 7     | 67 7 |   |     |
| 2 | Stati Uniti (bandiera) · Canada (bandiera)                                                     | Taylor Fritz Denis Shapovalov                                                                  | 6 7      | 3 6  |   |     |
| 3 | Stati Uniti (bandiera) · Canada (bandiera)                                                     | Sam Querrey / Jack Sock Vasek Pospisil / Denis Shapovalov                                      |          |      |   | w/o |

Nota: Il Walkover di Querrey/Sock conta come una vittoria per 6–0, 6–0.

#### Stati Uniti vs. Italia
| Stati Uniti 2 | Estadio Arantxa Sánchez Vicario, Caja Mágica, Madrid, Spagna 20 novembre 2019 Cemento (indoor) | Estadio Arantxa Sánchez Vicario, Caja Mágica, Madrid, Spagna 20 novembre 2019 Cemento (indoor) | Italia 1 |      |     |  |
| \| \| \| \| 1 \| 2 \| 3 \| \| \| - \| \| ------------------------------------------------------ \| ---- \| ---- \| --- \| \| \| 1 \| \| Reilly Opelka Fabio Fognini \| 4 6 \| 7 64 \| 3 6 \| \| \| 2 \| \| Taylor Fritz Matteo Berrettini \| 5 7 \| 7 65 \| 6 2 \| \| \| 3 \| \| Sam Querrey / Jack Sock Simone Bolelli / Fabio Fognini \| 64 7 \| 7 62 \| 6 4 \| \| |                                                                                                |                                                                                                |          |      |     |  |
| |                                                                                                |                                                                                                | 1        | 2    | 3   |  |
| 1 | Stati Uniti (bandiera) · Italia (bandiera)                                                     | Reilly Opelka Fabio Fognini                                                                    | 4 6      | 7 64 | 3 6 |  |
| 2 | Stati Uniti (bandiera) · Italia (bandiera)                                                     | Taylor Fritz Matteo Berrettini                                                                 | 5 7      | 7 65 | 6 2 |  |
| 3 | Stati Uniti (bandiera) · Italia (bandiera)                                                     | Sam Querrey / Jack Sock Simone Bolelli / Fabio Fognini                                         | 64 7     | 7 62 | 6 4 |  |

## Fase a eliminazione diretta

### Tabellone
|  | Quarti di finale | Quarti di finale | Quarti di finale |        |               | Semifinali    | Semifinali | Semifinali |  |  | Finale | Finale | Finale |  |
|  |                  |                  |                  |        |               |               |            |            |  |  |        |        |        |  |
|  | 8                | Serbia           | 1                |        |               |               |            |            |  |  |        |        |        |  |
|  | 8                | Serbia           | 1                |        |               |               |            |            |  |  |        |        |        |  |
|  | 17               | Russia           | 2                |        |               |               |            |            |  |  |        |        |        |  |
|  | 17               | Russia           | 2                |        | Russia        | Russia        | 1          |            |  |  |        |        |        |  |
|  |                  |                  |                  |        | Russia        | Russia        | 1          |            |  |  |        |        |        |  |
|  |                  |                  | Canada           | Canada | 2             |               |            |            |  |  |        |        |        |  |
|  | 9                | Australia        | Canada           | Canada | 2             | 1             |            |            |  |  |        |        |        |  |
|  | 9                | Australia        |                  |        |               |               |            |            |  |  |        |        |        |  |
|  | 13               | Canada           | 2                |        |               |               |            |            |  |  |        |        |        |  |
|  | 13               | Canada           | 2                |        | Canada        | Canada        | 0          |            |  |  |        |        |        |  |
|  |                  |                  |                  |        |               |               |            |            |  |  |        |        |        |  |
|  |                  |                  | Spagna           | Spagna | 2             |               |            |            |  |  |        |        |        |  |
|  | 5                | Gran Bretagna    | Spagna           | Spagna | 2             | 2             |            |            |  |  |        |        |        |  |
|  | 5                | Gran Bretagna    |                  |        |               |               |            |            |  |  |        |        |        |  |
|  | 11               | Germania         | 0                |        |               |               |            |            |  |  |        |        |        |  |
|  | 11               | Germania         | 0                |        | Gran Bretagna | Gran Bretagna | 1          |            |  |  |        |        |        |  |
|  |                  |                  |                  |        | Gran Bretagna | Gran Bretagna | 1          |            |  |  |        |        |        |  |
|  |                  |                  | Spagna           | Spagna | 2             |               |            |            |  |  |        |        |        |  |
|  | 3                | Argentina        | Spagna           | Spagna | 2             | 1             |            |            |  |  |        |        |        |  |
|  | 3                | Argentina        |                  |        |               |               |            |            |  |  |        |        |        |  |
|  | 7                | Spagna           | 2                |        |               |               |            |            |  |  |        |        |        |  |

### Quarti di finale

#### Australia vs. Canada
| Australia 1 | Estadio Manolo Santana, Caja Mágica, Madrid, Spagna 21 novembre 2019 Cemento (indoor) | Estadio Manolo Santana, Caja Mágica, Madrid, Spagna 21 novembre 2019 Cemento (indoor) | Canada 2 |     |     |  |
| \| \| \| \| 1 \| 2 \| 3 \| \| \| - \| \| -------------------------------------------------------------- \| ---- \| --- \| --- \| \| \| 1 \| \| John Millman Vasek Pospisil \| 67 7 \| 4 6 \| \| \| \| 2 \| \| Alex de Minaur Denis Shapovalov \| 3 6 \| 6 3 \| 7 5 \| \| \| 3 \| \| John Peers / Jordan Thompson Vasek Pospisil / Denis Shapovalov \| 4 6 \| 4 6 \| \| \| |                                                                                       |                                                                                       |          |     |     |  |
| |                                                                                       |                                                                                       | 1        | 2   | 3   |  |
| 1 | Australia (bandiera) · Canada (bandiera)                                              | John Millman Vasek Pospisil                                                           | 67 7     | 4 6 |     |  |
| 2 | Australia (bandiera) · Canada (bandiera)                                              | Alex de Minaur Denis Shapovalov                                                       | 3 6      | 6 3 | 7 5 |  |
| 3 | Australia (bandiera) · Canada (bandiera)                                              | John Peers / Jordan Thompson Vasek Pospisil / Denis Shapovalov                        | 4 6      | 4 6 |     |  |

#### Serbia vs. Russia
| Serbia 1 | Estadio Manolo Santana, Caja Mágica, Madrid, Spagna 22 novembre 2019 Cemento (indoor) | Estadio Manolo Santana, Caja Mágica, Madrid, Spagna 22 novembre 2019 Cemento (indoor) | Russia 2 |     |      |  |
| \| \| \| \| 1 \| 2 \| 3 \| \| \| - \| \| --------------------------------------------------------------- \| --- \| --- \| ---- \| \| \| 1 \| \| Filip Krajinović Andrey Rublev \| 1 6 \| 2 6 \| \| \| \| 2 \| \| Novak Djokovic Karen Khachanov \| 6 3 \| 6 3 \| \| \| \| 3 \| \| Novak Djokovic / Viktor Troicki Karen Khachanov / Andrey Rublev \| 4 6 \| 6 4 \| 68 7 \| \| |                                                                                       |                                                                                       |          |     |      |  |
| |                                                                                       |                                                                                       | 1        | 2   | 3    |  |
| 1 | Serbia (bandiera) · Russia (bandiera)                                                 | Filip Krajinović Andrey Rublev                                                        | 1 6      | 2 6 |      |  |
| 2 | Serbia (bandiera) · Russia (bandiera)                                                 | Novak Djokovic Karen Khachanov                                                        | 6 3      | 6 3 |      |  |
| 3 | Serbia (bandiera) · Russia (bandiera)                                                 | Novak Djokovic / Viktor Troicki Karen Khachanov / Andrey Rublev                       | 4 6      | 6 4 | 68 7 |  |

#### Gran Bretagna vs. Germania
| Gran Bretagna 2 | Estadio Arantxa Sánchez Vicario, Caja Mágica, Madrid, Spagna 22 novembre 2019 Cemento (indoor) | Estadio Arantxa Sánchez Vicario, Caja Mágica, Madrid, Spagna 22 novembre 2019 Cemento (indoor) | Germania 0 |     |      |             |
| \| \| \| \| 1 \| 2 \| 3 \| \| \| - \| \| --------------------------------------------------------- \| --- \| --- \| ---- \| ----------- \| \| 1 \| \| Kyle Edmund Philipp Kohlschreiber \| 6 3 \| 7 5 \| \| \| \| 2 \| \| Daniel Evans Jan-Lennard Struff \| 7 6 \| 3 6 \| 7 62 \| \| \| 3 \| \| Jamie Murray / Neal Skupski Kevin Krawietz / Andreas Mies \| \| \| \| non giocato \| |                                                                                                |                                                                                                |            |     |      |             |
| |                                                                                                |                                                                                                | 1          | 2   | 3    |             |
| 1 | Gran Bretagna (bandiera) · Germania (bandiera)                                                 | Kyle Edmund Philipp Kohlschreiber                                                              | 6 3        | 7 5 |      |             |
| 2 | Gran Bretagna (bandiera) · Germania (bandiera)                                                 | Daniel Evans Jan-Lennard Struff                                                                | 7 6        | 3 6 | 7 62 |             |
| 3 | Gran Bretagna (bandiera) · Germania (bandiera)                                                 | Jamie Murray / Neal Skupski Kevin Krawietz / Andreas Mies                                      |            |     |      | non giocato |

#### Argentina vs. Spagna
| Argentina 1 | Estadio Manolo Santana, Caja Mágica, Madrid, Spagna 22 novembre 2019 Cemento (indoor) | Estadio Manolo Santana, Caja Mágica, Madrid, Spagna 22 novembre 2019 Cemento (indoor) | Spagna 2 |      |     |  |
| \| \| \| \| 1 \| 2 \| 3 \| \| \| - \| \| ----------------------------------------------------------------- \| ---- \| ---- \| --- \| \| \| 1 \| \| Guido Pella Pablo Carreño Busta \| 63 7 \| 7 64 \| 6 1 \| \| \| 2 \| \| Diego Schwartzman Rafael Nadal \| 1 6 \| 2 6 \| \| \| \| 3 \| \| Máximo González / Leonardo Mayer Marcel Granollers / Rafael Nadal \| 4 6 \| 6 4 \| 3 6 \| \| |                                                                                       |                                                                                       |          |      |     |  |
| |                                                                                       |                                                                                       | 1        | 2    | 3   |  |
| 1 | Argentina (bandiera) · Spagna (bandiera)                                              | Guido Pella Pablo Carreño Busta                                                       | 63 7     | 7 64 | 6 1 |  |
| 2 | Argentina (bandiera) · Spagna (bandiera)                                              | Diego Schwartzman Rafael Nadal                                                        | 1 6      | 2 6  |     |  |
| 3 | Argentina (bandiera) · Spagna (bandiera)                                              | Máximo González / Leonardo Mayer Marcel Granollers / Rafael Nadal                     | 4 6      | 6 4  | 3 6 |  |

### Semifinali

#### Russia vs. Canada
| Russia 1 | Estadio Manolo Santana, Caja Mágica, Madrid, Spagna 23 novembre 2019 Cemento (indoor) | Estadio Manolo Santana, Caja Mágica, Madrid, Spagna 23 novembre 2019 Cemento (indoor) | Canada 2 |     |     |  |
| \| \| \| \| 1 \| 2 \| 3 \| \| \| - \| \| ----------------------------------------------------------------- \| --- \| --- \| --- \| \| \| 1 \| \| Andrey Rublev Vasek Pospisil \| 6 4 \| 6 4 \| \| \| \| 2 \| \| Karen Khachanov Denis Shapovalov \| 4 6 \| 6 4 \| 4 6 \| \| \| 3 \| \| Andrey Rublev / Karen Khachanov Vasek Pospisil / Denis Shapovalov \| 6 3 \| 3 6 \| 5 7 \| \| |                                                                                       |                                                                                       |          |     |     |  |
| |                                                                                       |                                                                                       | 1        | 2   | 3   |  |
| 1 | Russia (bandiera) · Canada (bandiera)                                                 | Andrey Rublev Vasek Pospisil                                                          | 6 4      | 6 4 |     |  |
| 2 | Russia (bandiera) · Canada (bandiera)                                                 | Karen Khachanov Denis Shapovalov                                                      | 4 6      | 6 4 | 4 6 |  |
| 3 | Russia (bandiera) · Canada (bandiera)                                                 | Andrey Rublev / Karen Khachanov Vasek Pospisil / Denis Shapovalov                     | 6 3      | 3 6 | 5 7 |  |

#### Gran Bretagna vs. Spagna
| Gran Bretagna 1 | Estadio Manolo Santana, Caja Mágica, Madrid, Spagna 23 novembre 2019 Cemento (indoor) | Estadio Manolo Santana, Caja Mágica, Madrid, Spagna 23 novembre 2019 Cemento (indoor) | Spagna 2 |      |   |  |
| \| \| \| \| 1 \| 2 \| 3 \| \| \| - \| \| ---------------------------------------------------------- \| ---- \| ---- \| - \| \| \| 1 \| \| Kyle Edmund Feliciano López \| 6 3 \| 7 63 \| \| \| \| 2 \| \| Daniel Evans Rafael Nadal \| 4 6 \| 0 6 \| \| \| \| 3 \| \| Jamie Murray / Neal Skupski Rafael Nadal / Feliciano López \| 63 7 \| 68 7 \| \| \| |                                                                                       |                                                                                       |          |      |   |  |
| |                                                                                       |                                                                                       | 1        | 2    | 3 |  |
| 1 | Gran Bretagna (bandiera) · Spagna (bandiera)                                          | Kyle Edmund Feliciano López                                                           | 6 3      | 7 63 |   |  |
| 2 | Gran Bretagna (bandiera) · Spagna (bandiera)                                          | Daniel Evans Rafael Nadal                                                             | 4 6      | 0 6  |   |  |
| 3 | Gran Bretagna (bandiera) · Spagna (bandiera)                                          | Jamie Murray / Neal Skupski Rafael Nadal / Feliciano López                            | 63 7     | 68 7 |   |  |

### Finale

#### Canada vs. Spagna
| Canada 0 | Estadio Manolo Santana, Caja Mágica, Madrid, Spagna 24 novembre 2019 Cemento (indoor) | Estadio Manolo Santana, Caja Mágica, Madrid, Spagna 24 novembre 2019 Cemento (indoor) | Spagna 2 |      |   |             |
| \| \| \| \| 1 \| 2 \| 3 \| \| \| - \| \| --------------------------------------------------------------------- \| ---- \| ---- \| - \| ----------- \| \| 1 \| \| Félix Auger-Aliassime Roberto Bautista Agut \| 63 7 \| 3 6 \| \| \| \| 2 \| \| Denis Shapovalov Rafael Nadal \| 3 6 \| 67 7 \| \| \| \| 3 \| \| Vasek Pospisil / Denis Shapovalov Marcel Granollers / Feliciano López \| \| \| \| non giocato \| |                                                                                       |                                                                                       |          |      |   |             |
| |                                                                                       |                                                                                       | 1        | 2    | 3 |             |
| 1 | Canada (bandiera) · Spagna (bandiera)                                                 | Félix Auger-Aliassime Roberto Bautista Agut                                           | 63 7     | 3 6  |   |             |
| 2 | Canada (bandiera) · Spagna (bandiera)                                                 | Denis Shapovalov Rafael Nadal                                                         | 3 6      | 67 7 |   |             |
| 3 | Canada (bandiera) · Spagna (bandiera)                                                 | Vasek Pospisil / Denis Shapovalov Marcel Granollers / Feliciano López                 |          |      |   | non giocato |